# Балакиревы
Балакиревы (Болакиреевы) — дворянские рода, из бояр. Потомки Андрея Симоновича причислены к столбовому дворянству
При подаче документов (1686), для включения рода в Бархатную книгу, была представлена родословная роспись Балакиревых.

## История рода
Родоначальник их, Иван Васильевич Балакирев, был воеводою в Казанском походе (1544). Опричником Ивана Грозного числился Проня Балакирев (1573).
Фамилия эта разделилась на две ветви, из коих каждая имеет свой герб:
1. Потомки Андрея Симоновича, за московское осадное сидение пожалован поместьями (1613) (Герб. Часть IX. № 28).
2. Потомки Григория Тимофеевича, находившегося (1700) капитан-поручиком, жалован поместьями. Его потомок, корнет Никита Балакирев, в подтверждение происхождения его от благородных предков (05 апреля 1801) пожалован дипломом на дворянское достоинство (Герб. Часть VII. № 152)[1].

В конце XVI века разделился на 5 ветвей рода: Климентьевичей (Белгородская), Прокофьевичей (Рязанская), Васильевичей (Московская), Максимовичей (Владимирская и Костромская), Симоновичей (Нижегородская и Московская, после угасания ветви Васильевичей).

## Происхождение фамилии
Версии:
1. Фамилия Балакирев могла восходить к прозвищу Балакирь, которым называли упитанного крепыша или обладателя профессии гончара. Такое значение данное прозвище приобрело от слова «балакирь», то есть «глиняный горшок».
2. Балакирем могли прозвать и болтуна, любителя поговорить. Известно, что в некоторых говорах и сегодня сохранились слова «балака» со значением «болтун, говорун, шутник» и «балы» — «россказни, шутки».
3. «Бала кире» — в переводе с татарского — упрямый ребёнок.

Первые две версии подкрепляются тем, что некоторых представителей рода именовали БОлакиревы, что зависело от того региона, где они проживали.

## Поколенная роспись первых представителей рода
I колено. Тихон Балакирев упомянут в Литве при войске Мансура Кията Мамая, вместе с Глинскими
II колено. Его сын Нестер Балакирев был воеводой Дмитрия Донского. Погиб в битве на Куликовом поле 8 сентября 1380 года
III колено. Его сын Кондрат был отмечен при дворянах у Ивана III
IV колено. Его сын Андрей служил при дворе и в войске у Ивана III, был взят в плен крымскими татарами
V колено. Его сын Иван Балакирев упоминается в 1544 году, был воеводой в Казанском походе, в своём подчинении имел Ертаульский полк, после похода был с войском послан под город Борзню. «Погиб на поле брани в приход крымских людей»
У Ивана Андреевича Балакирева было 5 сыновей:
1. Климентий упоминается в 1578 году, как боярин и помещик в городе Коломна;
2. Прокофий имел поместье в Сухотино, на речке Сушке в Рязанской губернии, умер в 1608 году;
3. Василий — Московский боярин;
4. Максим — Владимирский помещик;
5. Симон — Московский боярин;

## Известные представители
Первые представители рода:
- Балакирев, Иван Андреевич — (?-1546) воевода Ивана Грозного

Ветвь Климентивечей, позднее известная как Белгородская:
- Балакирев Тимофей Климентьевич — получил поместье между городами Салтов и Харьков (1665).
- Балакирев Григорий Тимофеевич — капитан-поручик рейтарского стана, «удостоен вечной Славой и поместьем от государя Петра I», получил дворянский титул (1701)
- Балакирев Никита — корнет, потомок Григория Тимофеевича, утвердил герб Белгородской ветви рода
- Балакирев, Иван Никитич (1794—1846) — генерал-майор свиты Его Императорского Величества, участник Отечественной войны 1812 года, Бородинского сражения и Заграничного похода, масон.
- Балакирев Николай Николаевич — капитан 77 пехотного Тенгинского Его Императорского Высочества Великого Князя Алексея Александровича полка, участник Первой Мировой Войны, Гражданской войны

Ветвь Васильевичей, позднее известная как Московская:
- Балакирев Василий Иванович — Московский боярин
- Балакирев Иван Ефимович — стольник Петра I (1692).
- Балакирев Родион Ефимович — стольник Петра I (1692).

Ветвь Максимовичей, позднее известная как Костромская:
- Балакирев Иван Максимович († 1646) — родоначальник Костромской ветви, помещик
- Балакирев, Иван Александрович (1699—1763) — доверенный слуга Петра I и Екатерины I, пострадавший из-за неё во время процесса Монса
- Балакирев Иван Иванович — секунд-майор служивший в придворной конторе, под начальством обер-гофмейстера графа Семена Андреевича Салтыкова
- Балакирев Григорий Прокофьевич Меньшой — стряпчий (1692), Владимирский помещик.
- Балакирев Григорий Прокофьевич Большой — стольник (1689—1692).

Ветвь Симоновичей, позднее разделившаяся на Московскую и Нижегородскую:
- Балакирев Андрей Симонович — получил поместье за Московское осадное сидение 1618 года.
- Балакирев Степан Васильевич (г/р 1796) — Секунд-майор, прадед композитора Милия Алексеевича, занимался генеалогическими исследованиями рода.
- Балакирев Константин Степанович — лейтенант морской артиллерии
- Балакирев Александр Константинович — титулярный советник, пристав Нижегородских Соляных запасов, казначей
- Балакирев Владимир Константинович — титулярный советник, помощник пристава Нижегородских Соляных запасов, кавалер Ордена Св. Анны 4-й степени
- Балакирев Алексей Константинович (1809—1869) — титулярный советник
- Балакирев, Милий Алексеевич (1837—1910) — композитор, глава Могучей кучки
- Балакирев Дмитрий Алексеевич — коллежский асессор, Нижегородский помещик, родной брат Милия Алексеевича
- Балакирев Павел Васильевич (г/р 1851) — прапорщик, явился прототипом Аполлона в пьесе Островского «Волки и овцы».

Представители рода, неизвестного происхождения:
- Балакирев Пронька — опричник Ивана Грозного, упомянут (1557).
- Балакирев Максим — гонец, донесший грамоту из Ярославля в Вологду о всенародном соединении против поляков и о скорейшей присылке ратных людей, для освобождения Москвы (февраль 1611).
- Балакирев Федор Иванович — боярский сын, впервые упомянут (1621), новик в Курске (1636), жалован поместьем в Курске и жалованием (10 марта 1636).
- Балакирев Григорий Фёдорович — стряпчий у крюка (1683), стольник (1686—1692)[5].
- Балакирев Иван Андреевич (г/р 1726) — мореплаватель, штурман, участник экспедиции Креницына — Левашова
- Балакирев Иван Васильевич — служил в Финляндском корпусе (1715—1719), вотчинник села Балакирево (село названо в его честь)
- Балакирев Яков Дмитриевич — кавалер ордена Св. Владимира 4-й степени (28.09.1842)

## Описание гербов рода
Герб Белгородской ветви рода, (потомков корнета Балакирева Никиты) — утвержден (1801).
Щит разделён на четыре части. Посередине сего щита диагонально к левому верхнему углу по зелёному полю изображена золотая полоса с двумя на ней чёрными орлиными крыльями. В первой части, в красном поле, два золотых стремени, под ними в чёрном поле золотая шестиугольная звезда и по сторонам оной перпендикулярно две золотые полосы. В четвёртой части, в чёрном поле, в верхней половине означены такие же две полосы и звезда, а внизу, в красном поле, лежащая серебряная собака. Щит увенчан дворянскими шлемом и короной. Намёт на щите зелёный, подложен золотом.
Герб Московской ветви рода, (потомков Андрея Симоновича).

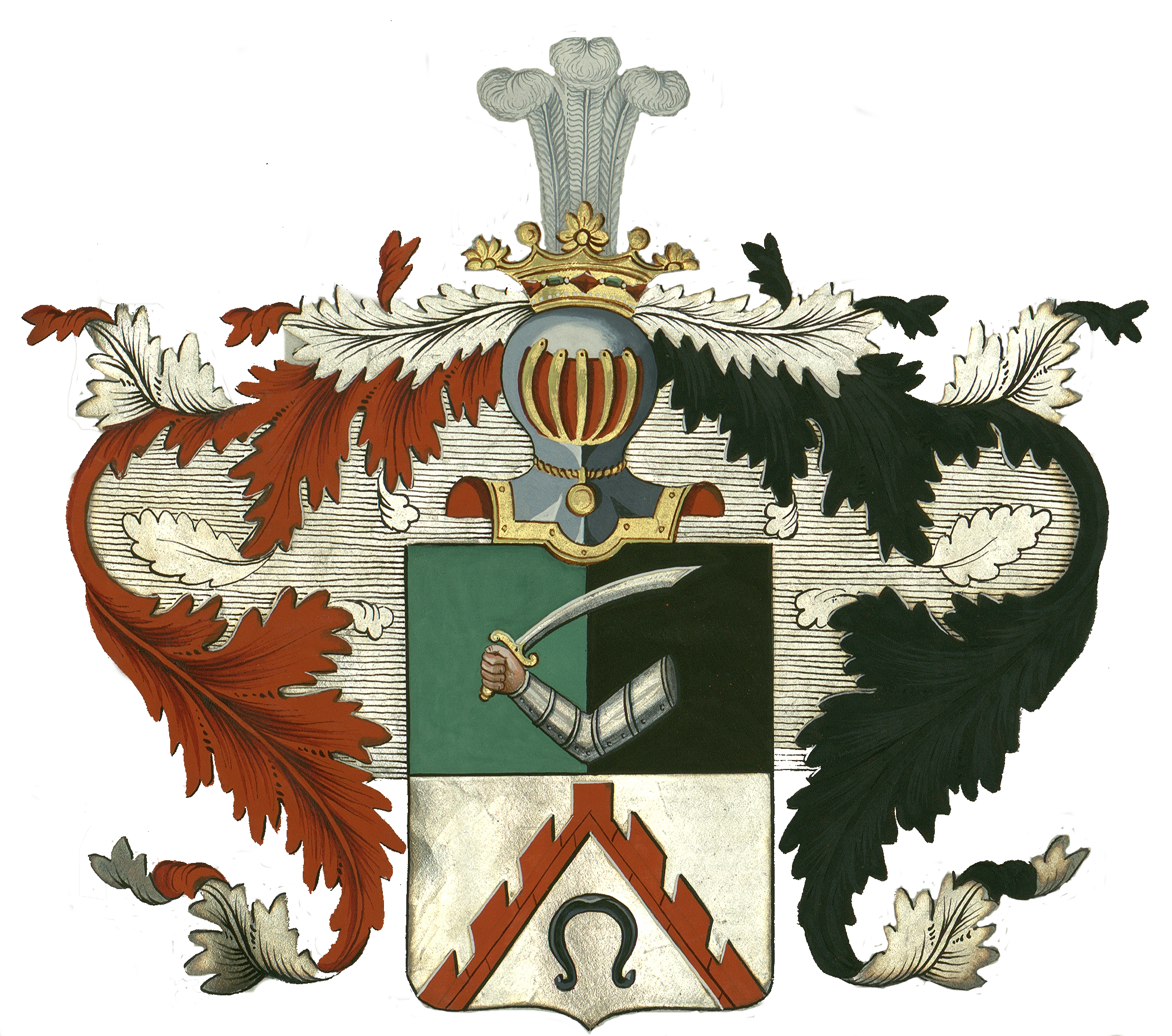

В верхней половине щита, в зеленом и чёрном полях, находится согнутая рука, в латах и с мечом. В нижней серебряной половине наподобие стропила означены две городские красные стены и внизу подкова, шипами обращенная вниз. Щит увенчан дворянским шлемом и дворянскою короною со страусовыми перьями. Намёт на щите красный и черный, подложенный серебром.